# Коновалов, Нил Алексеевич
Нил Алексе́евич Конова́лов (1895—1986) ― советский учёный-лесовод, доктор биологических наук, профессор, заслуженный лесовод Российской Федерации, внесший большой вклад в развитие лесного комплекса страны.

## Биография
Родился 25 ноября 1895 года в городе Осташков Тверской губернии.
В 1925 году окончил Ленинградский лесной институт. В том же году поступил в аспирантуру этого же института. Научным руководителем у него был Владимир Сукачёв.
В 1930 году защитил кандидатскую диссертацию. После этого работал доцентом кафедры геоботаники Ленинградского университета. В 1937 году переехал в Киев, где заведовал кафедрой дендрологии Лесохозяйственного института.
В 1940 году в Ленинградском университете защитил докторскую диссертацию по теме «Дубравы лесостепи РСФСР».
С началом Великой Отечественной войны вместе с частью студентов был эвакуирован в Воронеж, где возглавлял кафедру дендрологии в Лесотехническом институте, а затем уехал в эвакуацию в поселок Лубяны Татарской АССР. С июня 1943 года работал заведующим кафедрой дендрологии Брянского лесохозяйственного института, который был эвакуирован в город Советск Кировской области.
После освобождения Киева вернулся на работу в Киевский лесохозяйственный институт.
С 1946 года работал на биологическом факультете Уральского государственного университета, где вел курсы «Геоботаника», «География растений», «Лесоведение», «Селекция древесных пород».
Умер 25 июля 1986 года в Свердловске. Похоронен на Восточном кладбище Екатеринбурга.

## Вклад в науку
Разрабатывал вопросы лесной типологии. Также занимался исследованием лесосеменного дела, лесных культур, лесовозобновлению под пологом древостоев и подроста в различных экологических условиях. Изучал различные виды рубок леса, а также взаимоотношения древесных пород в лесных сообществах. Внес значительный вклад по селекции древесных пород на Урале.
Подготовил более 60 кандидатов и докторов наук в области лесоведения и лесоводства. Написал труды «Декоративные деревья и кустарники Урала», «Краткий определитель типов дубового леса Центральной лесостепи», «Лесные богатства Урала» (1948), «Очерк широколиственных лесов Центральной лесостепи» (1949), «Деревья и кустарники Урала» (1951).